# Wybory prezydenckie we Francji w 2002 roku
Wybory prezydenckie we Francji w 2002 roku odbyły się w dwóch turach 21 kwietnia i 5 maja 2002. Wybory wygrał ubiegający się o reelekcję prezydent Jacques Chirac, który w drugiej turze pokonał Jeana-Marie Le Pena, przewodniczącego Frontu Narodowego, otrzymując 82,21% głosów.
W pierwszej turze udział wzięło 16 kandydatów, z których żaden nie przekroczył progu 20% głosów. Wygrał ją Jacques Chirac (19,88%). Drugie miejsce zajął Jean-Marie Le Pen (16,86%), który wyprzedził socjalistycznego premiera Lionela Jospina (16,18%). Sukces przywódcy Frontu Narodowego spotkał się z wielotysięcznymi protestami ulicznymi w okresie między turami – w samym Paryżu 1 maja 2002 demonstrowało około pół miliona osób. Wyniki pierwszej tury skłoniły też francuską centroprawicę do integracji – 23 kwietnia 2002 pod auspicjami prezydenta powstała Unia na rzecz Większości Prezydenckiej.

## Wyniki wyborów

### I tura
| Kandydat                | Poparcie                                                                     | Głosy      | %      |
| ----------------------- | ---------------------------------------------------------------------------- | ---------- | ------ |
| Jacques Chirac          | Zgromadzenie na rzecz Republiki, Partia Radykalna, PPDF, część UDF, część DL | 5 665 855  | 19,88% |
| Jean-Marie Le Pen       | Front Narodowy                                                               | 4 804 713  | 16,86% |
| Lionel Jospin           | Partia Socjalistyczna                                                        | 4 610 113  | 16,18% |
| François Bayrou         | Unia na rzecz Demokracji Francuskiej                                         | 1 949 170  | 6,84%  |
| Arlette Laguiller       | Walka Robotnicza                                                             | 1 630 045  | 5,72%  |
| Jean-Pierre Chevènement | Ruch Obywatelski                                                             | 1 518 528  | 5,33%  |
| Noël Mamère             | Zieloni                                                                      | 1 495 724  | 5,25%  |
| Olivier Besancenot      | Rewolucyjna Liga Komunistyczna                                               | 1 210 562  | 4,25%  |
| Jean Saint-Josse        | Łowiectwo, Wędkarstwo, Przyroda, Tradycja                                    | 1,204,689  | 4,23%  |
| Alain Madelin           | Demokracja Liberalna                                                         | 1 113 484  | 3,91%  |
| Robert Hue              | Francuska Partia Komunistyczna                                               | 960 480    | 3,37%  |
| Bruno Mégret            | Narodowy Ruch Republikański                                                  | 667 026    | 2,34%  |
| Christiane Taubira      | Lewicowa Partia Radykalna                                                    | 660 447    | 2,32%  |
| Corinne Lepage          | CAP21                                                                        | 535 837    | 1,88%  |
| Christine Boutin        | Forum Socjalnych Republikanów                                                | 339 112    | 1,19%  |
| Daniel Gluckstein       | Parti des travailleurs                                                       | 132 686    | 0,47%  |
| Razem                   |                                                                              | 28 498 471 | 100%   |

### II tura
| Kandydat          | Głosy      | %      |
| ----------------- | ---------- | ------ |
| Jacques Chirac    | 25 537 956 | 82,21% |
| Jean-Marie Le Pen | 5 525 032  | 17,79% |
| Razem             | 31 062 988 | 100%   |